# Savannah Graybill
Savannah Graybill (Denver, 25 aprile 1988) è una skeletonista statunitense.

## Biografia
Dal 2006 al 2009 Savannah Graybill ha praticato l'hockey su prato mentre frequentava la American University di Washington e militando negli American Eagles, squadra che partecipa abitualmente alla prima divisione del campionato NCAA.

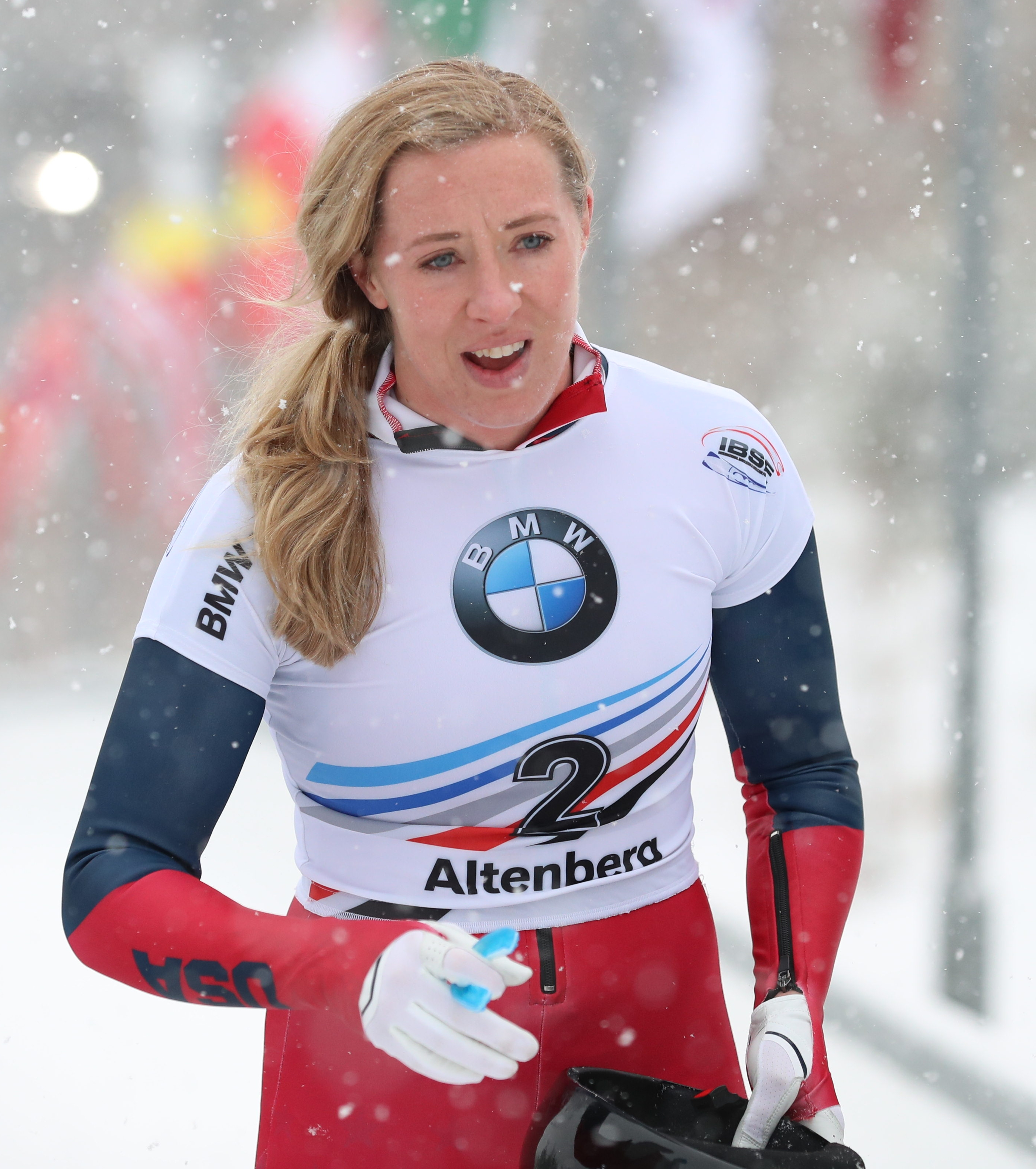
Savannah Graybill ad Altenberg nel 2019

Pratica lo skeleton dal 2010 e nel 2011 iniziò a gareggiare per la squadra nazionale statunitense, debuttando in Coppa Nordamericana a marzo di quello stesso anno. Terminò al secondo posto nella classifica generale della Coppa Intercontinentale nella stagione 2016/17 e al terzo di quella Nordamericana nel 2020/21. 
Esordì in Coppa del Mondo all'avvio della stagione 2014/15, il 12 dicembre 2014 a Lake Placid, dove si piazzò al quinto posto nel singolo, risultato che rappresenta anche il suo miglior piazzamento in una tappa di Coppa del Mondo; in classifica generale si è piazzata in quattordicesima posizione nel 2019/20.
Ha preso parte a tre edizioni dei campionati mondiali conquistando in totale una medaglia di bronzo. Nel dettaglio i suoi risultati nelle prove iridate sono stati, nel singolo: sedicesima a Schönau am Königssee 2017, ottava a Whistler 2019 e ventesima ad Altenberg 2020; nella gara a squadre: undicesima a Schönau am Königssee 2017 e medaglia di bronzo a Whistler 2019.

## Palmarès

### Mondiali
- 1 medaglia:
  - 1 bronzo (gara a squadre a Whistler 2019).

### Coppa del Mondo
- Miglior piazzamento in classifica generale: 14ª nel 2019/20.

### Circuiti minori

#### Coppa Intercontinentale
- Miglior piazzamento in classifica generale: 2ª nel 2016/17;
- 7 podi (tutti nel singolo):
  - 3 vittorie;
  - 2 secondi posti;
  - 2 terzi posti.

#### Coppa Europa
- Miglior piazzamento in classifica generale: 12ª nel 2012/13.

#### Coppa Nordamericana
- Miglior piazzamento in classifica generale: 3ª nel 2020/21;
- 9 podi (nel singolo):
  - 2 vittorie;
  - 4 secondi posti;
  - 3 terzi posti.